# Hussards de Salm-Kirburg
Das Regiment der Hussards de Salm-Kirburg war eine Husarentruppe, die während der Französischen Revolution durch die Armee der Emigranten in Koblenz aufgestellt wurde.

## Geschichte
- 15. Dezember 1791: Die von Moritz zu Salm-Kyrburg aufgestellte Truppe bestand aus Husaren die vormals im französischen Dienst gestanden und in der Armee des Prince de Condé dienten. Das Regiment wurde durch eine Kapitulation zwischen den Prinzen (den Brüdern des Königs) und Maurice-Gustave-Adolphe prince de Salm-Kirburg (so der französische Name von Moritz zu Salm-Kyrburg) in Koblenz errichtet. Salm-Kyrburg war Colonel und Regimentskommandant im königlichen Husarenregiment de Esterhazy gewesen. Diese Kapitulation wurde am 1. Januar 1792 durch eine Anordnung der Prinzen ratifiziert. Die Truppe bestand zu diesem Zeitpunkt mehrheitlich aus ehemaligen französischen Husaren und hatte eine Stärke von ungefähr 200 Mann. In die Armee von Condé eingestellt, verteidigten sie zusammen mit den Österreichern die Rheingrenze.
- November 1792: Die Truppenstärke lag jetzt bei 33 Offizieren und 154 Unteroffizieren und Mannschaften. Im Feldzug im Elsaß (→ Erster Koalitionskrieg) standen sie in der Vorhut.
- Oktober 1793: Trotz der Vorhaltungen von Condé, der Prince de Salm stehe im Dienste der Prinzen, wechselte das Regiment in britischen Dienst und Sold.
- 22. Oktober 1794: Im Dienste von Friedrich August, Herzog von York und Albany stand die Einheit im niederländischen Feldzug.
- 3. Dezember 1795: Der britische Kriegsminister wollte die Husaren in die Bretagne oder auf die Westindischen Inseln schicken, aber sie wollten Deutschland nicht verlassen. Daraufhin wurde das Regiment mit diesem Tag unverzüglich entlassen.

## Uniform
Es handelte sich um eine damals übliche Husarenuniform – an der Flügelkappe eine weiße Flamme, roter Dolman mit schwarzem Kragen, dazu eine schwarze Pelisse mit weißem Fell. Die Hosen mit Vitéz Kötés waren schwarz, die gesamte Verschnürung weiß. Als Fußbekleidung dienten Husarenstiefel nach ungarischer Art.